# Roithechtaigh I
Roithechtaigh I mac Maen lub Roithechtach I mac Maoin – legendarny zwierzchni król Irlandii z dynastii Milezjan (linia Eremona) w latach 758-747 p.n.e. Syn Maena (Maoina), syna Aengusa I Olmucady, zwierzchniego króla Irlandii.
Roithechtaigh, według średniowiecznej irlandzkiej legendy i historycznej tradycji, doszedł do władzy dzięki pokonaniu i zabiciu w bitwie Raigne Enny I Airgthecha, poprzednika i zabójcy dziadka. Są rozbieżności, co do czasu panowania Roithechtaigha. Roczniki Czterech Mistrzów podały, że panował przez dwadzieścia dwa pięć lat. Zginął w walce w Cruachain (ob. Rathcroghan koło Bellanagare w hrabstwie Roscommon) z ręki Sedny. Ten bronił swego syna Fiachę Finscothacha. Lebor Gabála Érenn („Księga najazdów Irlandii”) zaś przekazała dodatkowo inną wersję, że miał umrzeć w wyniku odniesionych ran w Tarze (Temair). Za jego panowania Nith Nemandach nagle pojawił się, wynurzając z ziemi, w Magh Murthenme. Sedna I mac Airtri objął po Roithechtaigu zwierzchnią władzę nad krajem. Roithechtaigh pozostawił po sobie syna Diana. Ten zaś miał syna Demana, a przez niego wnuka Sirnę Saeglacha, przyszłego zwierzchniego króla Irlandii.